# متنزه فانواز الوطني
متنزه فانواز الوطني (بالفرنسية: Parc national de la Vanoise)‏ هو متنزه وطني في فرنسا تأسس عام 1963، وهو يعتبر أقدم متنزه وطني في البلاد على الإطلاق. يقع في الجزء الفرنسي من جبال الألب، وذلك في إقليم سافوا. يضم المتنزه جبالًا يصل ارتفاعها لأكثر من 3000 متر، ووديان تؤدي إلى ممرات واسعة، ويعمل هذا على زيادة التنوع الحيوي.